# 岡山県道307号吉川槙谷線
岡山県道307号吉川槙谷線（おかやまけんどう307ごう よしかわまきだにせん）は、岡山県加賀郡吉備中央町から総社市に至る一般県道である。

## 概要
加賀郡吉備中央町吉川から総社市槙谷に至る。
岡山県下2例目となる環状交差点（ラウンドアバウト）を加賀郡吉備中央町吉川に有する路線である。

### 路線データ
- 起点：加賀郡吉備中央町吉川（国道486号交点）
- 終点：総社市槙谷（岡山県道57号総社賀陽線交点）
- 実延長：13.5 km[注釈 1][1]
- 未開通区間：あり（加賀郡吉備中央町吉川）

## 歴史
- 1960年（昭和35年）3月18日 - 岡山県告示第335号により認定。
- 2004年（平成16年）10月1日 - 上房郡賀陽町と御津郡加茂川町が対等合併し、加賀郡吉備中央町が発足。
- 2019年（令和元年）9月6日 - 15時、加賀郡吉備中央町吉川において環状交差点（ラウンドアバウト）が設置され、運用開始[2]。

## 路線状況

### 重複区間
- 国道484号（加賀郡吉備中央町吉川・吉備高原十字橋交差点 - 加賀郡吉備中央町吉川）

## 地理

### 通過する自治体
- 岡山県
  - 加賀郡吉備中央町 - 総社市

### 交差する道路
| 交差する道路 | 市町村名 | 市町村名   | 交差する場所 | 交差する場所         |
| --- | -------- | ---------- | ------------ | -------------------- |
| 国道484号未供用                                                                                                  | 加賀郡   | 吉備中央町 | 吉川         | 起点                 |
| 未開通区間 |          |            |              |                      |
| 国道484号 重複区間起点 岡山県道72号岡山賀陽線 / 吉備新線 岡山県道701号岡山賀陽自転車道線 / 吉備高原自転車道 重複 | 加賀郡   | 吉備中央町 | 吉川         | 吉備高原十字橋交差点 |
| 国道484号 重複区間終点                                                                                           | 加賀郡   | 吉備中央町 | 吉川         |                      |
| 岡山県営広域営農団地農道吉備高原地区 / 吉備高原街道                                                              | 加賀郡   | 吉備中央町 | 吉川         |                      |
| 岡山県道472号槙谷北線                                                                                            | 総社市   | 総社市     | 槙谷         |                      |
| 岡山県道57号総社賀陽線                                                                                           | 総社市   | 総社市     | 槙谷         | 終点                 |

### 沿線
- 吉備高原都市（加賀郡吉備中央町吉川・上野・湯山・竹部）
- 吉備中央町役場吉川支所（加賀郡吉備中央町吉川）
- 吉川郵便局（加賀郡吉備中央町吉川）
- 吉備中央町立吉川小学校（加賀郡吉備中央町吉川）
- 槙谷ダム（加賀郡吉備中央町岨谷）